# Thomas Lound

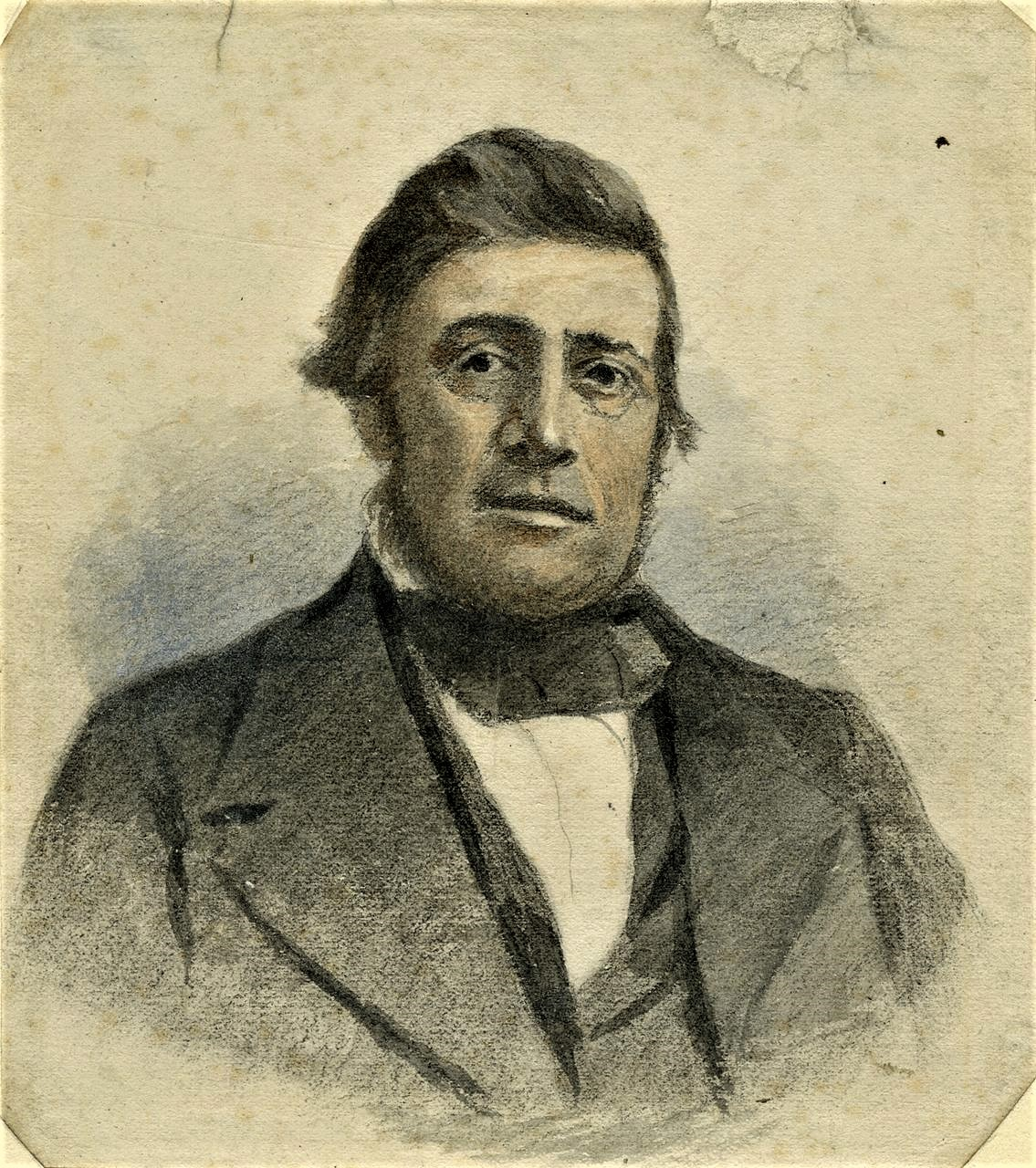
Undatiertes Selbstporträt von Thomas Lound.

Thomas Lound (* 13. Juli 1801 in Beeston St Andrew; † 18. Januar 1861 in Norwich) war ein englischer Landschaftsmaler und Radierer, der sich besonders auf Darstellungen seiner Heimatregion Norfolk fokussierte. Er war ein Mitglied der Norwich School of Painters und lebte bis zu seinem Tod in Norwich.

## Leben
Thomas Lound war der Sohn von Maria und Thomas Lound. Über seine Kindheit ist wenig bekannt. Am Weihnachtstag im Jahr 1821 heiratete er Harriot Wetherill, aus der Ehe stammten mehrere Kinder. Als Amateurkünstler war er in die Geschäfte der Brauerei seiner Familie Charles Tompson & Sons in Norwich involviert, wodurch sein Wohlstand begründet war. Später wurde er als Agent für die Versicherungsgesellschaft County Fire and Provident Life Office tätig. Er lebte bis zu seinem Tod in der King Street im Zentrum von Norwich.
Lound war mit den Künstlern Robert Leman, Henry Bright und John Middleton freundschaftlich verbunden. Er war Mitglied des Norwich Amateur Club und wirkte beim Wiederaufbau des Norwich Artists' Conversaziones mit. Gemeinsam mit Lemand unternahm er Reisen nach Wales und Yorkshire, wo er Skizzen anfertigte.
Als begeisterter Fotograf war er Mitglied des Komitees der Fotografischen Gesellschaft von Norwich. Von seinen fotografischen Arbeiten sind wenige erhalten geblieben. Er stellte Ansichten aus Wachspapier von der Kathedrale von Ely, dem Fischmarkt von Norwich und den Ruinen des Klosters Bromholm aus.
Lound war zudem ein ehrgeiziger Kunstsammler, insbesondere von John Thirtle (1777–1839), von dem er 75 Gemälde besaß.
1859 starb seine Frau, im folgenden Jahr sein Sohn Henry Edwin Lound. Lound, der Zeit seines Lebens immer wieder an Krankheiten litt, starb im Jahr 1861 in seinem Haus an einem Schlaganfall. Seine Kunstsammlung, die 39 Skizzen, 215 Aquarelle, 46 Ölgemälde und 11 Radierungen umfasste, wurde nach seinem Tod verkauft. Fast alle Bände seiner Bibliothek, die ebenfalls verkauft wurden, waren Kunstbücher.

## Wirken als Künstler

### Ausbildung
Lound war ein Mitglied von talentierten Amateuren, die an der Norwich School ausgebildet wurden. Er war ein Schüler von John Sell Cotman, auch wenn sein Einfluss auf Lound nicht so groß war wie der des Malers David Cox. Lound war ein versierter Zeichner, dessen Kohle und Kreidezeichnungen der des Joseph Stannard ähnelten.

### Wasserfarben
Lound war ein produktiver Aquarellist. Er spezialisierte sich in seinen Werken auf seine Heimat Norfolk. Die Kunsthistorikerin Josephine Walpole bezeichnete ihn als den besten Aquarellisten der Norwich School, neben seinen Kollegen Leman, Bright, Middleton, John Sell Cotman und seinen Söhnen sowie Thirtle. Jedoch stellte sie fest, dass er dennoch nicht über die Fähigkeiten und Qualitäten seiner Kollegen heranreicht. Über seine Aquarelle schrieb sie das die Aquarelle über Spontanität, Charm und Vitalität verfügen.
Der Kunsthistoriker Andrew Moore lobte in den 1980ern „View of Norwich (Mill in Foreground)“ als „das perfekteste Beispiel für Lounds originelle Kompositionen“. Lound half zusammen mit Leman, die Norfolk and Norwich Art Union zu gründen, und war eine Zeit lang deren Präsident. Der Kunsthistoriker Derek Clifford äußerte das Lounds Zeichnungen „schon einmal von jemand anderem gemacht worden; so dass jeder Lound sozusagen ein Thirtle oder ein Cotman oder ein Bright oder ein Cox ist“. Es passierte das manche Werke von ihm mit denen seiner Künstlerkollegen Cotman, Crome und Thirtle verwechselt wurden. Der Norwichtler Mercury lobte die Fähigkeiten von Lound als Künstler. Laut Clifford bietet das „manchmal recht gute“ Material in Lounds Skizzenbüchern „einen Einblick in den Mann selbst“.
Von 1820 bis 1833 stellte Lound 12 Werke in der Norwich Society of Artists aus, wobei er erstmals sein Gemälde St. Benet's Abbey zeigte. Von 1845 bis 1859 stellte er in London aus und zeigte Bilder in der British Institution und der Royal Academy of Arts.

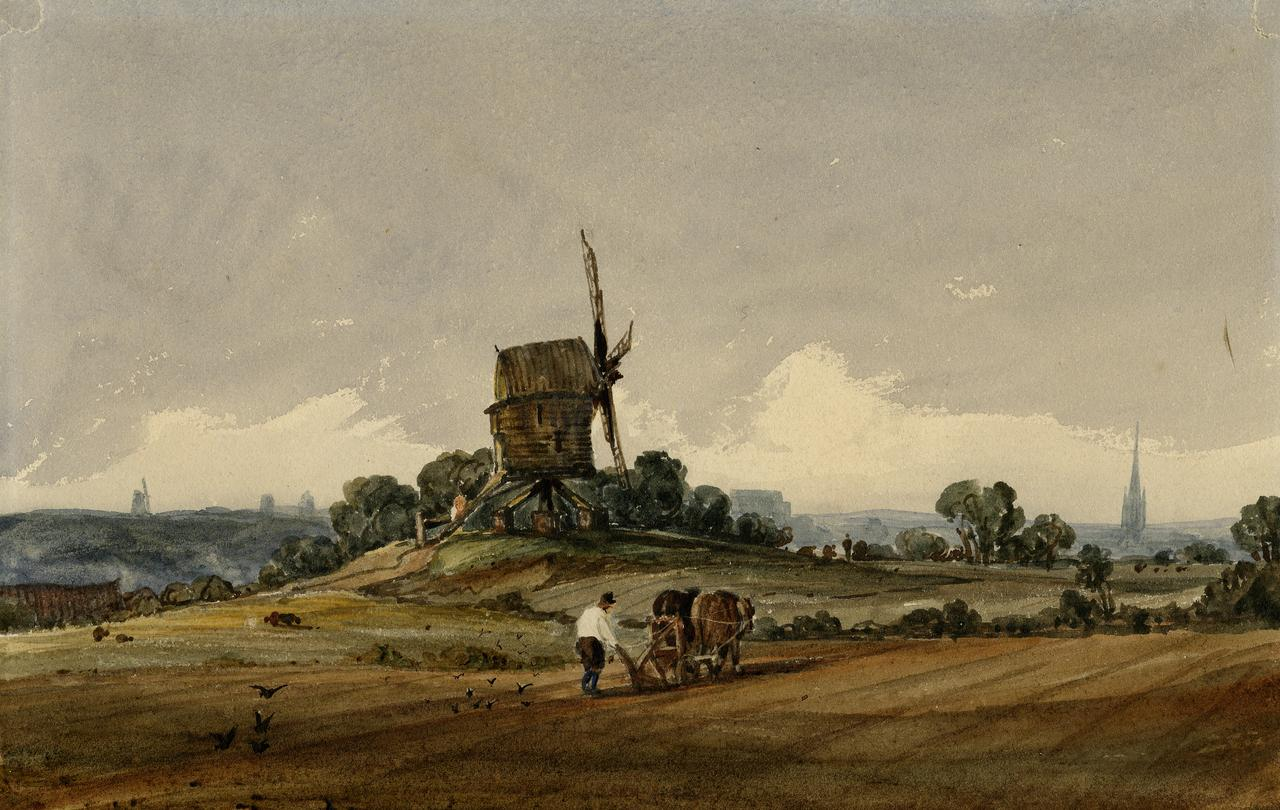
View of Norwich (undatiert), Norfolk Museums Collections
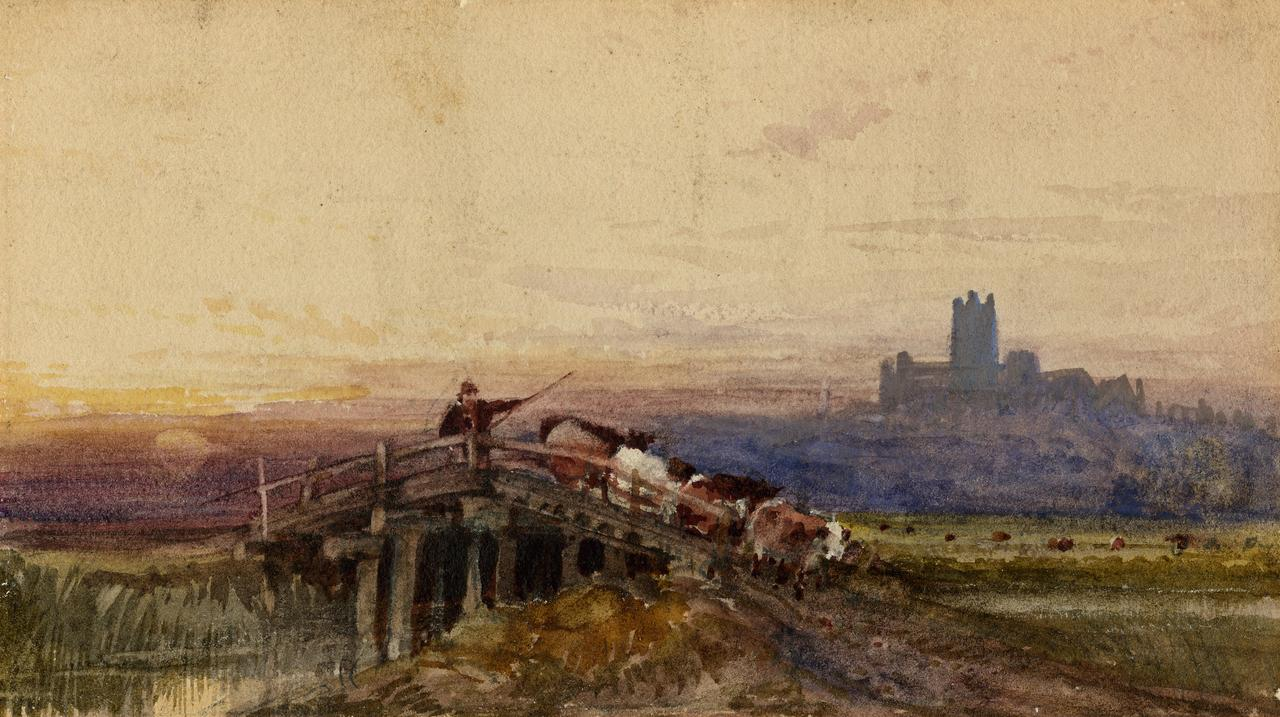
Ely Cathedral (undatiert), Norfolk Museums Collections
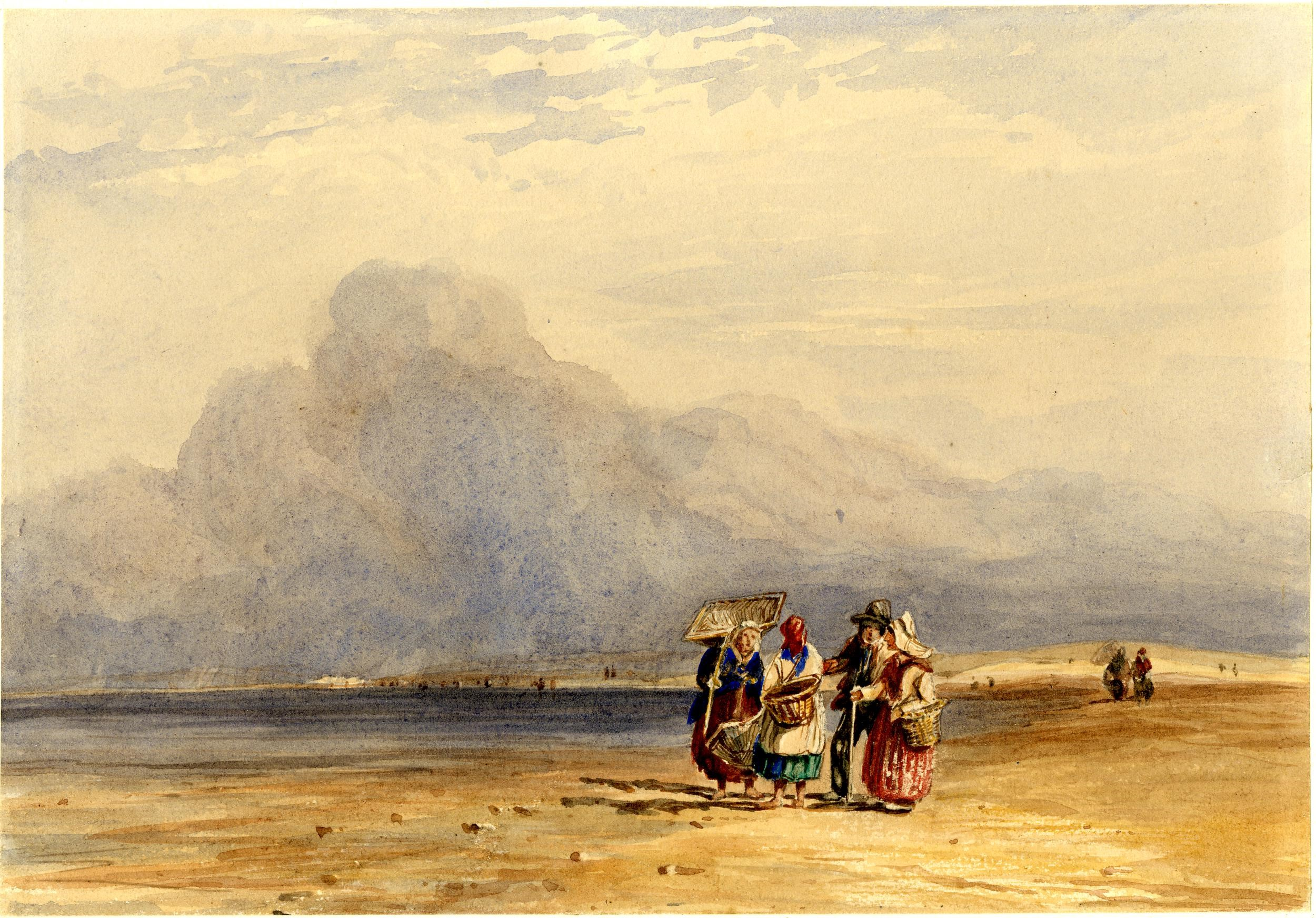
Shrimpers (nach David Cox, undatiert), British Museum
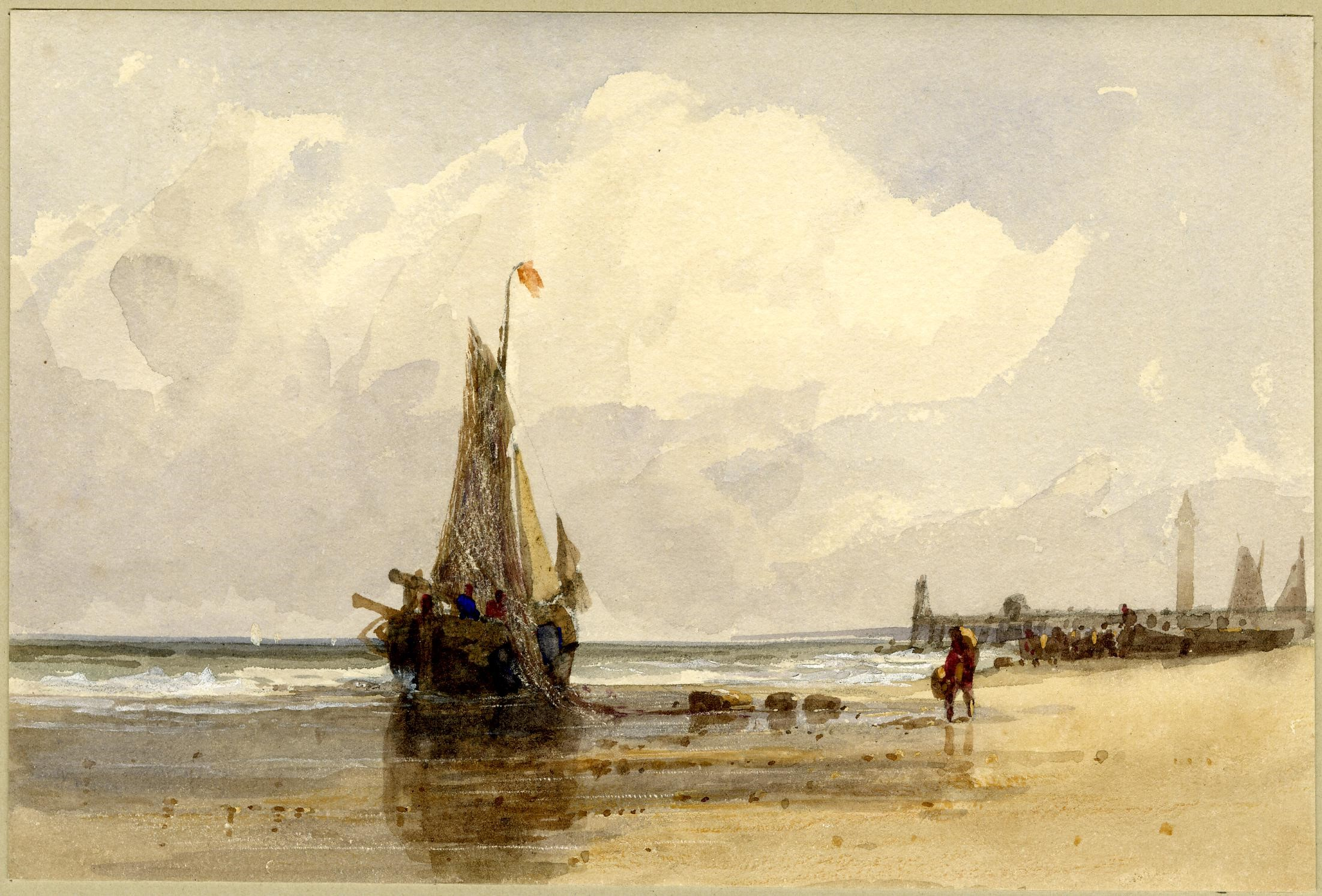
Yarmouth Beach (undatiert), British Museum
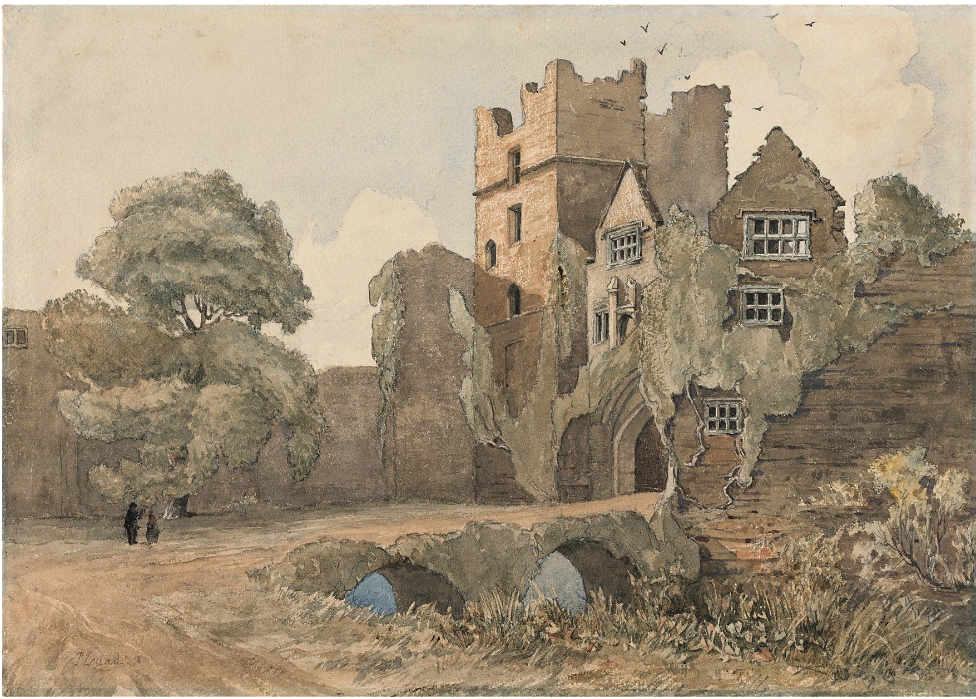
The Keep and Gate, Ludlow Castle, Shropshire (undatiert, wasserfarben, gouache und Graphite), Yale Center für British Art
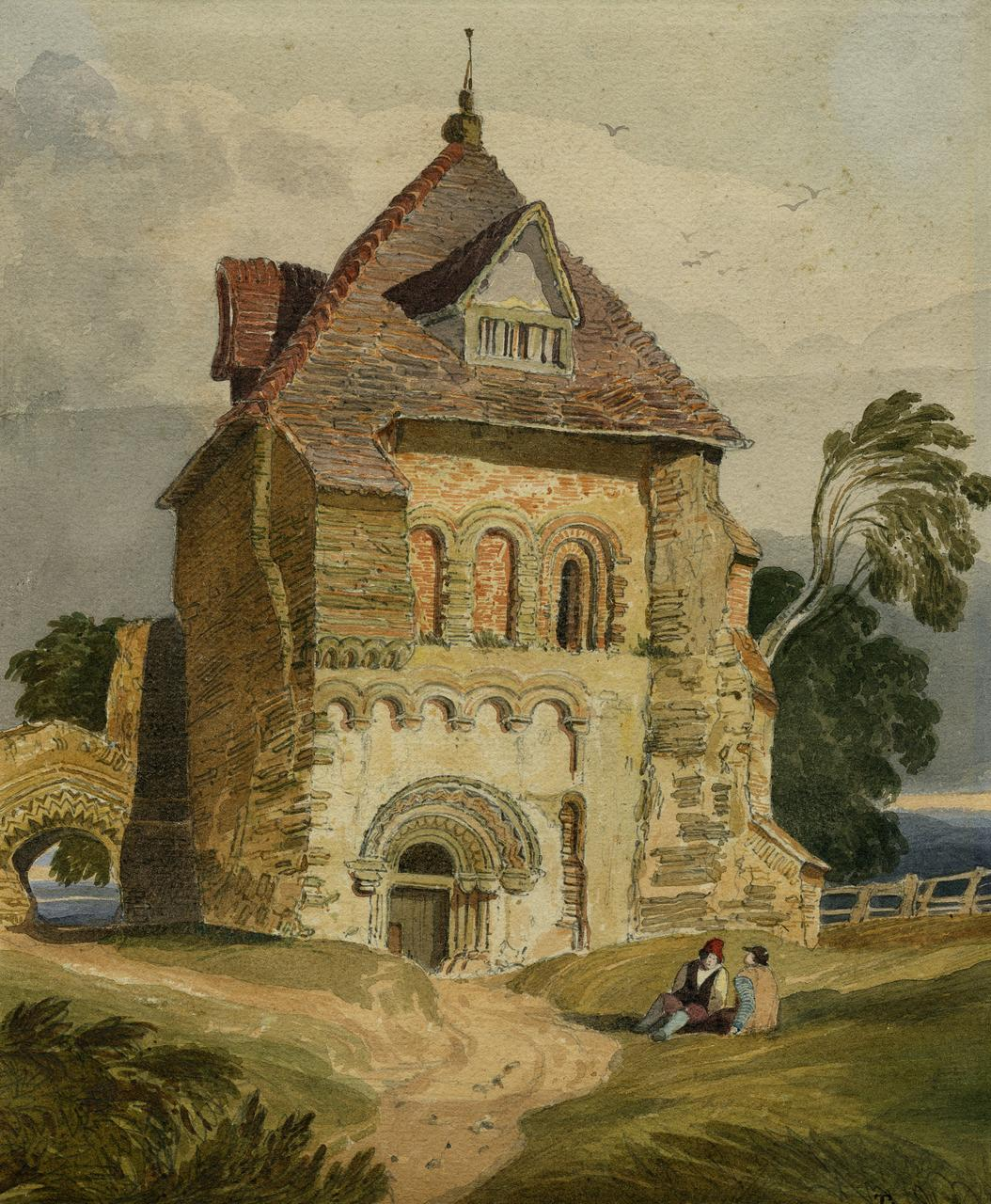
Near Durham (undatiert), Norfolk Museums Collections

### Radierung

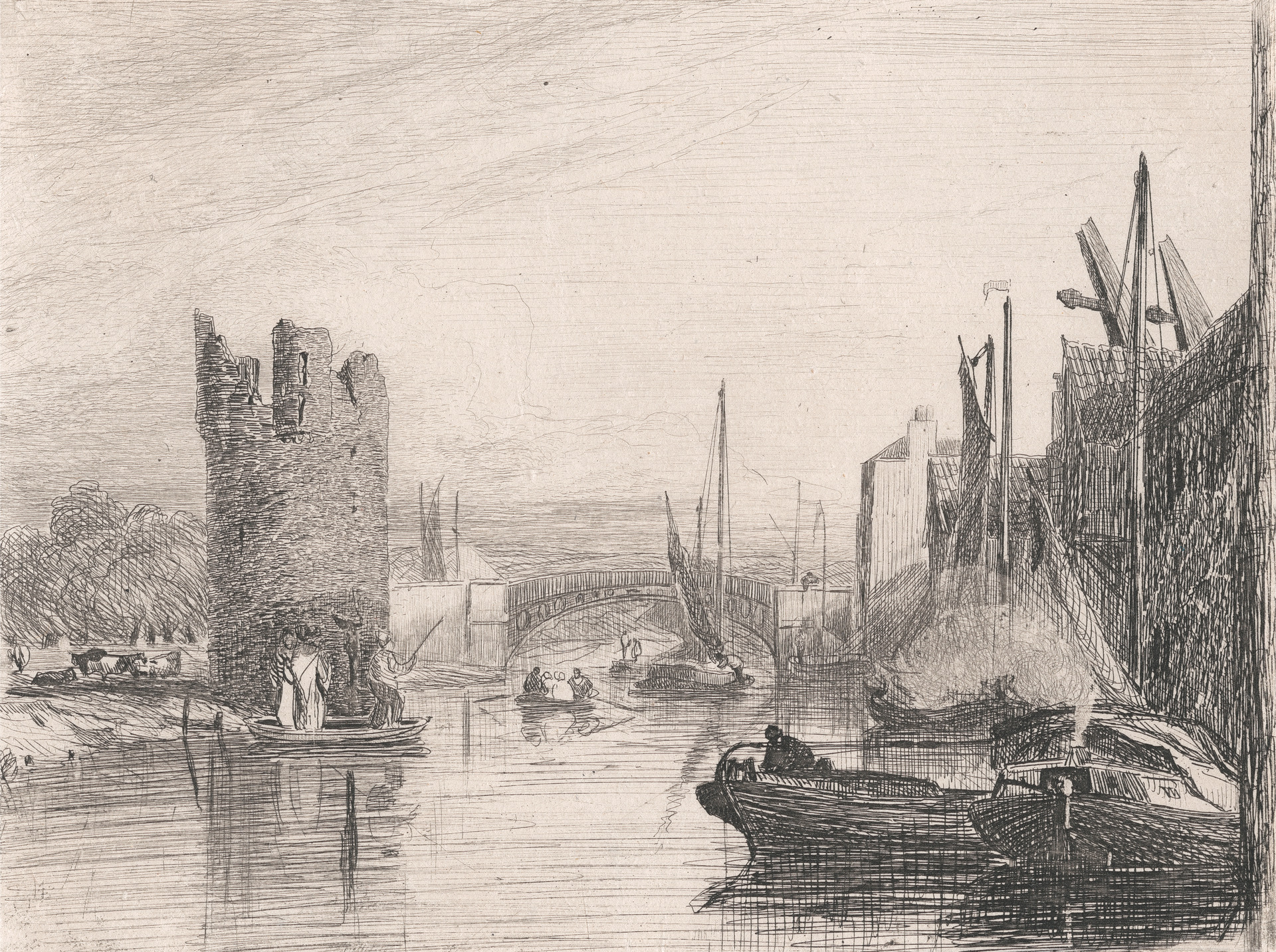
Devil's Tower Looking towards Carrow Bridge from Norwich (cira 1832, nach Thirtle), Yale Center for British Art

Thomas Lound war ein kompetenter Kopierer und vervielfältigte Werke von anderen Künstlern. Dazu gehören Cotmans St. Martin's Gate, Norwich, Yarmouth Jetty, und auch die Werke von John Crome, Robert Dixon, Cox and Joseph Stannard. Er besaß die Fähigkeit die verschiedenen Stile der Künstler zu imitieren. Die Gravur von Thirtles Devil's Tower—looking towards Carrow Bridge die Lound kopierte, zeigt sein können als Radierer, da er die Balance der Farbtöne und Schattierung von Thirtles Werk vermittelt. Lounds 20 bekannte Radierungen zeigen den Einfluss der Kaltnadelradierung von Edward Thomas Daniell, dessen Radierungen eine dunkle und reichhaltige Qualität besitzen. Zusammen mit Henry Ninham begann Lound den Stil von Daniell 1831 zu übernehmen. Seine Radierungen – und die von Ninham und Miles Edmund Cotman – sind im Vergleich zu denen von Zeitgenossen wie Cotman, Daniell und Stannard sehr klein. Seine Werke waren nicht für die Öffentlichkeit bestimmt, sondern sollten von seinen Freunden betrachtet werden. In der Mitte der 1830er scheint er keine Radierungen mehr entwickelt zu haben, obwohl er noch 30 Jahre weiter malte und zeichnete.

### Ölmalerei
Der Stil der Ölmalerei von Lound wurde von Cotman beeinflusst. In seinen Ölgemälden finden sich schmale als auch breite Pinselstriche. Allerdings sind laut Walpole die Ölgemälde von Lound nicht so sicher wie seine Aquarellwerke.

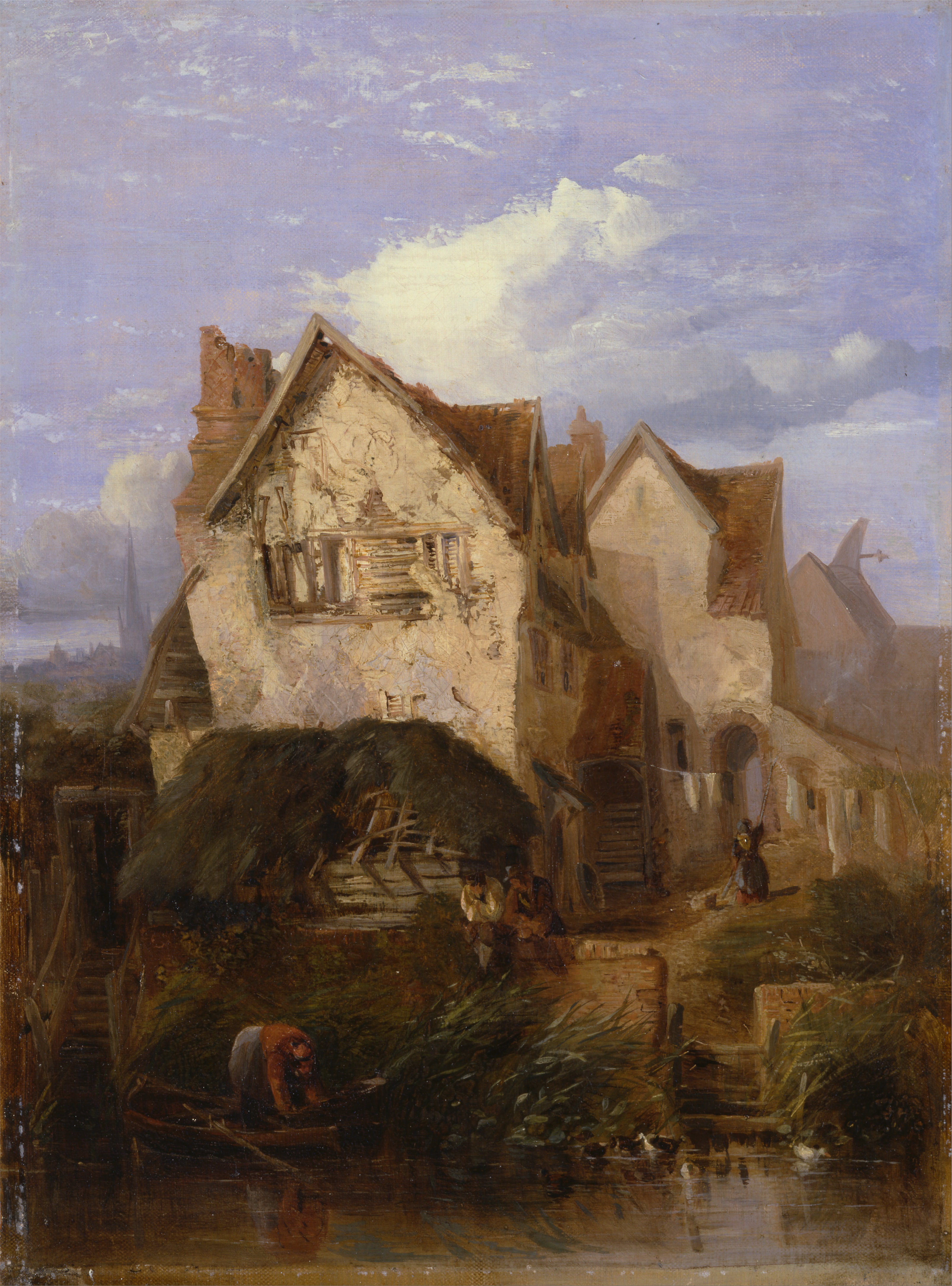
A View near Norwich (circa 1850), Yale Center for British Art
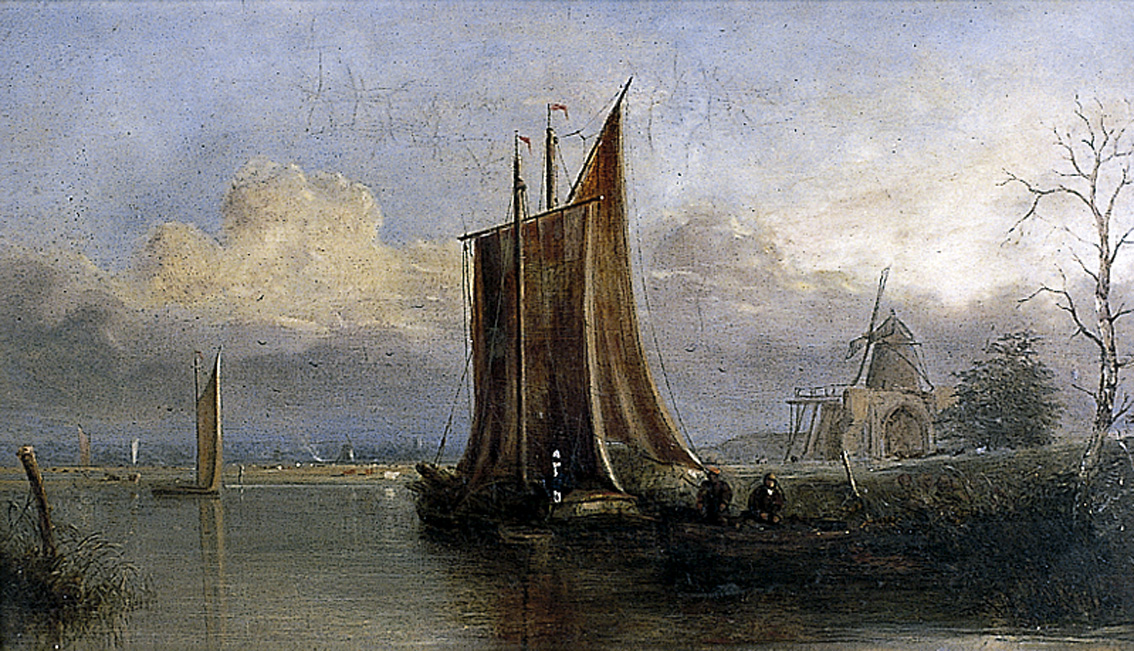
St Benet's Abbey, Norfolk (undatiert), Norfolk Museums Collections
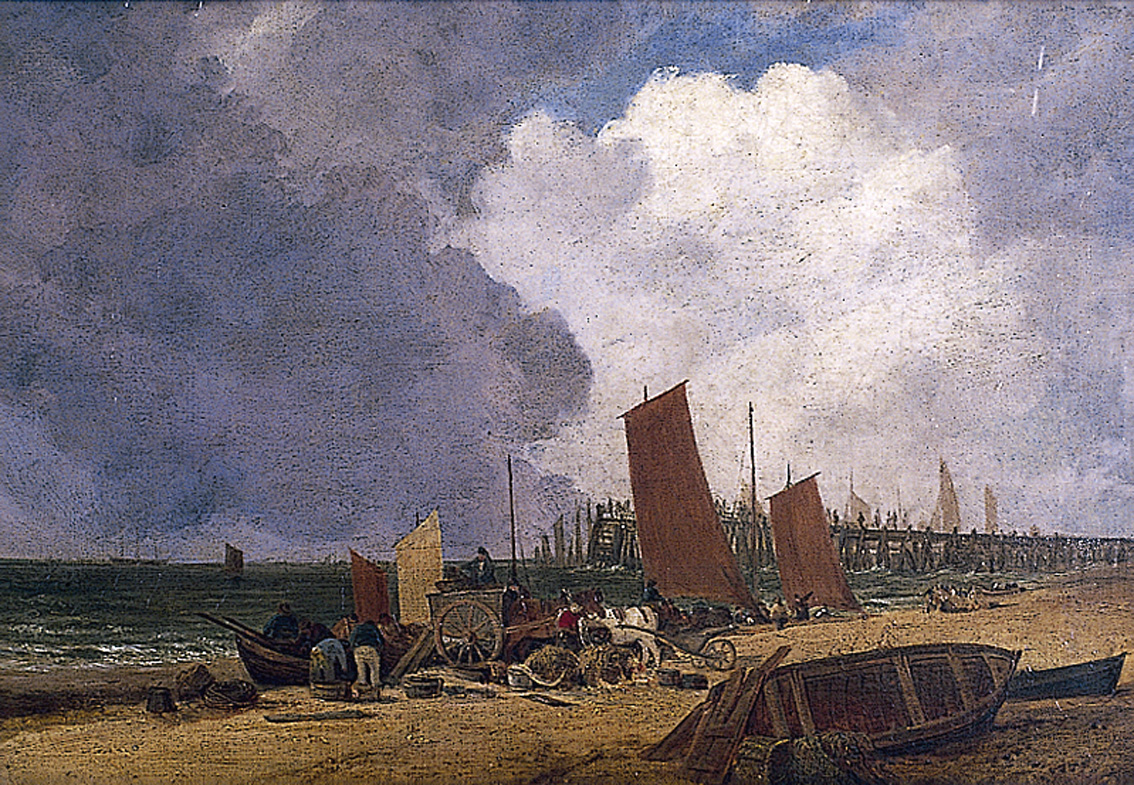
Yarmouth Beach and Jetty, after John Crome (undatiert), Norfolk Museums Collections
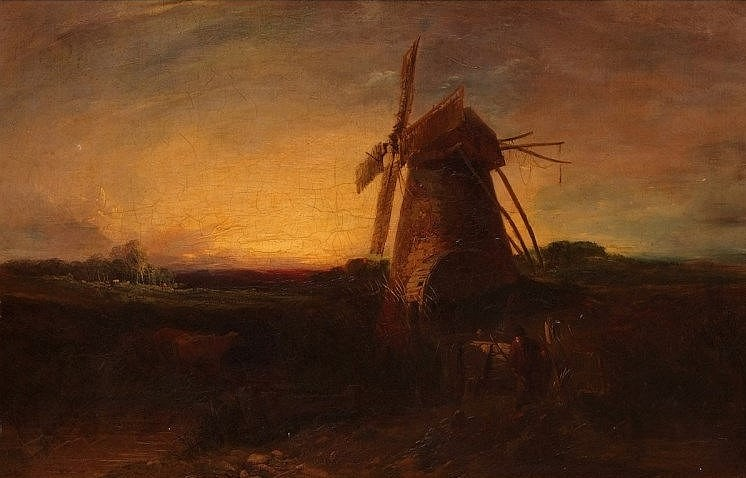
Marsh Mill near Reedham, Evening (undatiert)
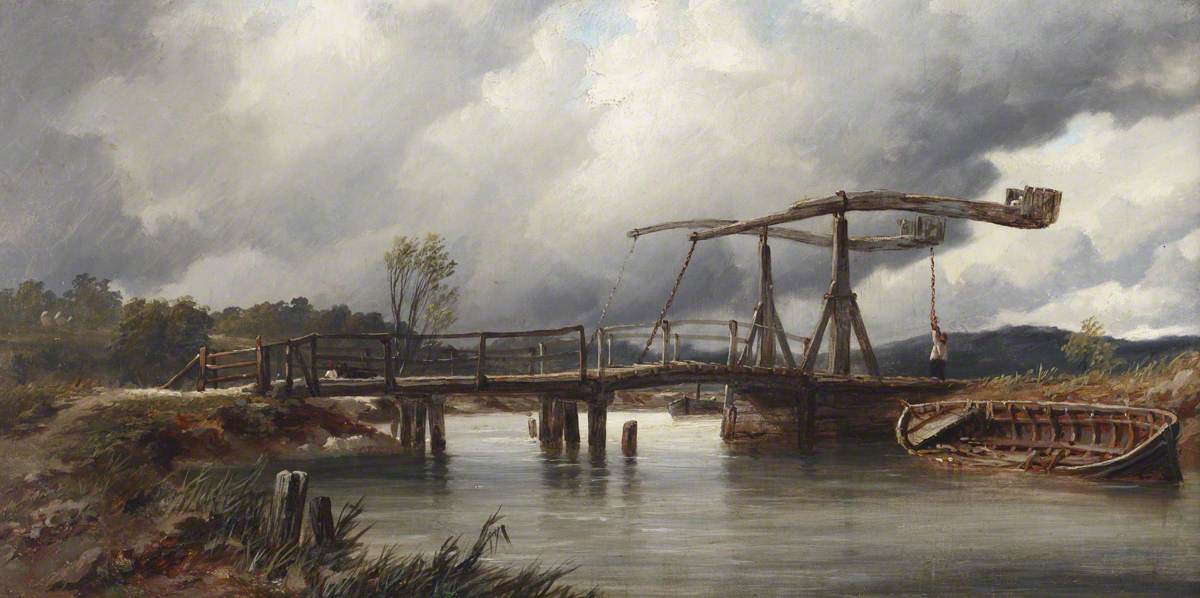
A Swing Bridge on the River Ouse (undatiert), National Trust